# ポール・グレアム
ポール・グレアム(Paul Graham、1964年 - )は、米国のLispプログラマーでエッセイスト。『ANSI Common Lisp』や『ハッカーと画家』の著者としても知られている。

## 人物・来歴
コーネル大学で哲学の学士号を取得し、ハーバード大学でコンピュータサイエンスの分野の修士号(1988年)と博士号(1990年)を取得した。また、ロードアイランドデザインスクールとフィレンツェの美術学校で絵画を学んだ。
1995年にロバート・モリスと最初のASPであるViawebを創立。Common Lispで書かれたViawebソフトウェアでは、ユーザーがインターネットストアを作成することが出来た。1998年、ViawebはYahoo!の45万5000株(4960万ドル相当)と交換でYahoo!に買収され、同製品はYahoo!Storeとなった。
この頃から彼は自身のウェブサイトであるpaulgraham.comでエッセイを書き始めた。彼の書くエッセイは、Lispと他のプログラミング言語を比較した「普通のやつらの上を行け」から、高校でのオタクの生活を論じた「どうしてオタクはもてないか」まで至る。彼のエッセイは『ハッカーと画家』としてまとめられて出版されている。
現在、彼は新しいLispの方言であるArcに取り組んでいる。このことは彼のエッセイ「百年の言語」などで述べられている。Arcでの取り組みの一部として、彼はメールクライアントを開発しており、その中で優れたスパムフィルタが必要であると判断した。「スパムへの対策」で彼が述べている単純ベイズ分類器を利用したベイジアンフィルタは、現在広く使われているスパムフィルタに大きな影響を与えた。
2005年にハーバードコンピュータ協会で行った講演は、「スタートアップの始め方」として公開された。グレアムはトレバー・ブラックウェルとジェシカ・リビングストン、ロバート・モリスと共に、スタートアップ企業(特に若い人によって開始され、とりわけ技術志向の企業)へのシードファンディングを提供することを目的としたY Combinatorを創立した。Y Combinatorは現在38のスタートアップ企業への投資を行っている。投資先の企業の中で最も良く知られている企業はredditとlooptである。

## グレアムの反論のヒエラルキー

グレアムの反論のヒエラルキー

グレアムは2008年のエッセイ「反論の方法」において「反論のヒエラルキー」を提唱した。議論を7つのヒエラルキーに分類することで、読者は不誠実な議論を見抜きやすくなり、雄弁な話し手であるデマゴーグが単に強い言葉で相手を打ち負かしている印象を与えていることを見破る助けになると述べた。
このヒエラルキーに従えば、知的に見える悪口（例えば「筆者は尊大なディレッタントである」）は、粗野な侮辱と変わらないとグレアムは付記した。
グレアムはまた、「もし反論のヒエラルキーの上位に移ることで人が意地悪でなくなるなら、彼らの多くがより幸せになるだろう」と語った。